# Just a Girl
"Just A Girl" é o primeiro single da banda norte-americana No Doubt em seu álbum Tragic Kingdom. Composta por Gwen Stefani e Tom Dumont, a canção é puramente rock e Ska punk. A canção foi lançada em 1995 como primeiro single do álbum e ajudou a pausa da banda para a música tradicional. Ela chegou à posição #23 na Billboard Hot 100 e #10 na Billboard Modern Rock Tracks.
Após o lançamento, no Reino Unido, em 1996, a canção só chegou ao número 38. No entanto, após o enorme sucesso de "Don't Speak" a canção foi re-lançado e conseguiu uma posição de número 3.
"Just a Girl" foi ao ar pela primeira vez no programa de rádio californiana Ska Parade. Ele também foi destaque no filme Clueless e os créditos de abertura de Romy and Michele's High School Reunion.